# Primer ensanche de Santander

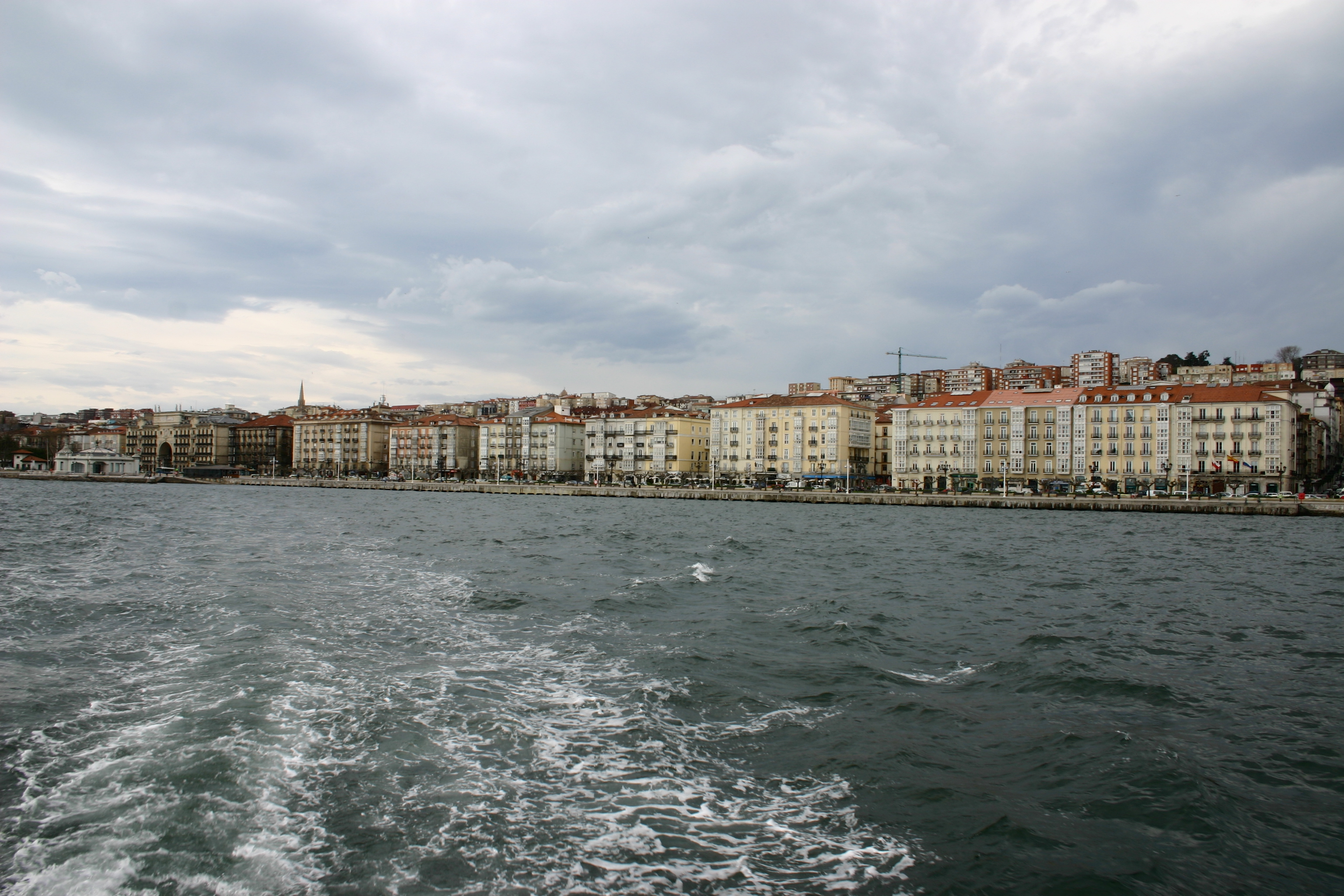
Casas burguesas del primer ensanche vistas desde el mar.

El primer Ensanche de Santander, ' Ensanche del Muelle o históricamente como Nueva Población fue un proyecto de expansión urbana proyectada inicialmente por el ingeniero y arquitecto Francisco Llovet entre 1765 y 1766. Sus edificios son neoclásicos. Los objetivos principales del ensanche eran la reforma y ampliación del puerto y la preparación para el crecimiento de la ciudad. En 1771 fue parado por cuestiones financieras, pero en 1788 se aprobó el proyecto de Agustín de Colosía, que propuso el crecimiento hacia el este, hacia la península de la Magdalena. Fue desarrollado en una fecha temprana, mucho antes de haber sido formulada la doctrina urbanística, y suele ser considerado un proyecto ilustrado ligado al puerto, al igual que por ejemplo La Barceloneta, a pesar de que sus características se reconocen similares a otros muchos ensanches de los siglos XIX y XX y recibe aceptadamente ese nombre.  Fue anterior a las leyes de Ensanche españolas de mediados del XIX.

## Antecedentes
El proyecto de ensanche de 1765 responde a una serie de medidas que transforman Santander económica y culturalmente. En 1753 comienza el comercio de la lana de Burgos, en 1753 se abre el camino de Reinosa, en 1754 nace la diócesis de Santander por segregación de la de Oviedo, en 1755 Santander obtiene el título de ciudad y en 1778 se permite el libre comercio con las colonias americanas. Además, Floridablanca prohibió la creación de bancos con intereses en América a Bilbao, lo que hizo que muchos vizcaínos se desplazaran a Santander.
Todo ello generó un aumento poblacional y la creación de una burguesía mercantil. La presión demográfica obligó a la hacinación intramuros, aumentándose las alturas de los edificios y construyéndose en las huertas interiores de las manzanas. Incluso se tuvieron que derribar parte de las murallas.

## El ensanche

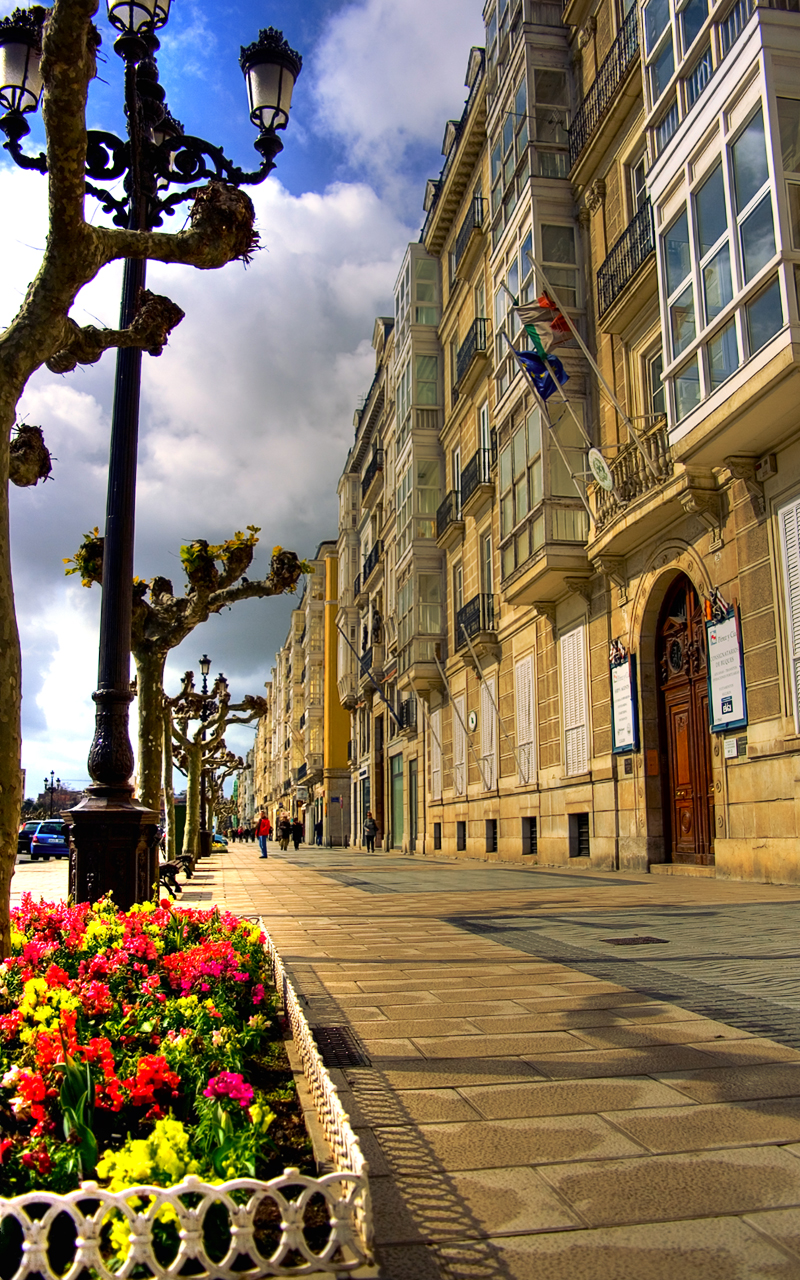
Las casas de vecindad del primer ensanche de Santander, en el paseo de Pereda.

La ciudad creció fuera de sus murallas medievales y al lado del mar, mediante manzanas con edificios neoclásicos de varias plantas, muchas de ellas situados en terrenos rellenados sobre la bahía de Santander. El desarrollo, no constreñido como la Puebla Vieja, fue llamado inicialmente Nueva Población, y lo habitaron desde el principio las gentes adineradas, únicas que podían pagar los altos costes de aquellos solares. Esto creó una suerte de zonificación residencial y comercial en las subzonas de El Muelle y la Plaza Nueva. Varios de los proyectos fueron identificados así por el arquitecto Francisco Sabatini. Todo el proceso de construcción fue realizado por comerciantes burgueses y estuvo dominado por una fuerte especulación urbanística.
Las viviendas originalmente proyectadas en 1766 por Llovet y no construidas eran neobarrocas. Finalmente se construyeron casas de vecindad neoclásicas. No se sabe con exactitud qué ordenanzas se exigían antes de 1850 porque los documentos conservados son escasos. Una característica no compartida con otras ciudades europeas (por ejemplo, París o Barcelona) era la ocupación de los pisos más altos por capas sociales superiores a las de los primeros pisos, ya que a causa de la estrechez de las calles y a la humedad constante, la luz y la ventilación estaban bien consideradas. Los edificios construidos en los terrenos ganados al mar, junto a los muelles, y ya terminados en 1791, comparten una misma tipología: planta baja dedicada a almacenaje, primera planta dedicada a lonja, segunda planta como vivienda de alquiler, tercera planta como vivienda burguesa o principal y desván conectado con esta.
Las casas burguesas se cimentaban con mampostería. Los muros de carga eran de sillería en la planta baja (muy pocos en su totalidad), las fachadas no portantes y las particiones interiores de ladrillo y los suelos, techos y acabados interiores de madera.